# Hupa (volk)

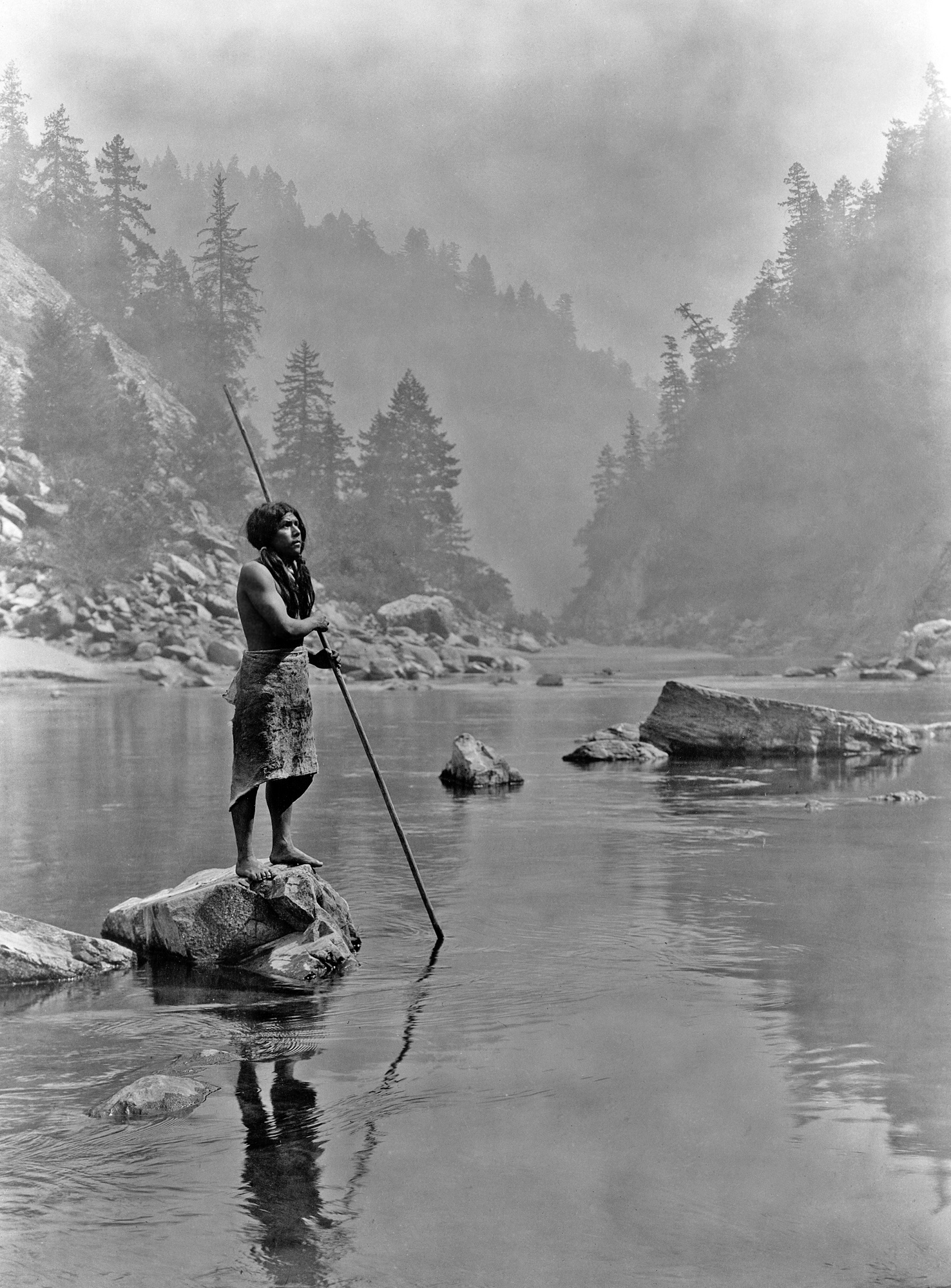
Hupaman met speer in de Trinity River, gefotografeerd door Edward Curtis in 1923

De Hupa (alternatieve spelling: Hoopa) zijn een Noord-Amerikaans indianenvolk dat inheems is aan het uiterste noordwesten van de Amerikaanse staat Californië. Zij noemen zichzelf Natinixw (ook Natinookwa geschreven), wat "mensen van de plek waar het pad loopt" betekent.
De moderne stam wordt federaal erkend als de Hoopa Valley Tribe. Er zijn ook Hupa die in de Elk Valley-rancheria wonen, een groepering voor Yurok- en Tolowa-indianen. Volgens statistieken uit 1990 waren er 2140 leden van de Hupa-stam.

## Geschiedenis
Rond 1000 voor onze tijdrekening migreerden de voorouders van de Hupa vanuit het noorden naar Noord-Californië en zij vestigden zich in de Hoopa-vallei. Enkele van hun gebruiken wijzen nog op hun verwantschap met de noordelijke volkeren, zoals het maken van plank houses van reuzenlevensboom, geweven hoedjes, boomstamkano's en ook veel elementen uit hun orale literatuur. Andere gebruiken, zoals de ceremoniële zweethutten, zijn duidelijk overgenomen van naburige stammen in Californië.
Volgens een schatting leefden er duizend Hupa-indianen in Noordwest-Californië rond het jaar 1770. Andere schattingen liggen veel hoger.
De Hupa hebben slechts heel beperkte contacten gehad met niet-inheemse mensen tot de Californische goldrush van 1848 veel mijnwerkers naar het traditionele leefgebied van de Hupa dreef. In 1864 ondertekende de Amerikaanse overheid een verdrag dat de soevereiniteit van de Hupa over hun landen erkende. Hun reservaat van 365,413 km² groot werd sindsdien Hoopa Valley Indian Reservation genoemd. Het reservaat grenst aan het territorium van de Yurok-indianen. Twee verwante stammen, de Chilula en de Whilkut, zijn in de loop der tijd opgenomen in de Hupa-stam en wonen nu meestal ook in het Hupa-reservaat.

## Religie en taal
De Hupa beoefenen een traditionele stamreligie en spreken zowel Hupa als Engels. Het Hupa is een Athabaskische taal. De Athabaskische taalfamilie omvat een veertigtal talen uit Alaska, het noordwesten van Canada en uit het zuidwesten en de westkust van de Verenigde Staten. Er zijn naar schatting nog 5 à 20 moedertaalsprekers van het Hupa. Volgens de volkstelling van 2000 spraken 64 jonge Amerikanen onder andere Hupa.